# Бирма на летних Олимпийских играх 1956
Бирма принимала участие в Летних Олимпийских играх 1956 года в Мельбурне (Австралия) в третий раз за свою историю, но не завоевала ни одной медали. Спортсмены Бирмы принимали участие в соревнованиях по боксу, лёгкой и тяжёлой атлетике и, впервые в истории, по парусному спорту. Самым молодым в команде был боксёр Яйшве Бест (родился 6 июля 1939 года), самым возрастным — яхтсмен Кьи Кхин Пэ (родился 9 июля 1916 года). В состав делегации входило 13 человек, а олимпийским атташе Бирмы был выбран капитан Тин Тейн Лу.

## Результаты соревнований

### Бокс
Спортсменов — 4
| Спортсмен   | Категория  | 1/16                             | 1/8                           | Четвертьфиналы       | Полуфиналы           | Финал                | Место |
| Спортсмен   | Категория  | Соперник Результат               | Соперник Результат            | Соперник Результат   | Соперник Результат   | Соперник Результат   | Место |
| ----------- | ---------- | -------------------------------- | ----------------------------- | -------------------- | -------------------- | -------------------- | ----- |
| Яйшве Бест  | До 51 кг   |                                  | Джон Колдуэлл (IRL) Пор. KO 3 | Завершил выступление | Завершил выступление | Завершил выступление | 9     |
| Тейн Мьин   | До 54 кг   |                                  | Эдер Жофре (BRA) Пор.         | Завершил выступление | Завершил выступление | Завершил выступление | 9     |
| Яйчит Ванг  | До 57 кг   |                                  | Синъитиро Судзуки (JPN) Пор.  | Завершил выступление | Завершил выступление | Завершил выступление | 9     |
| Терренс Оун | До 63,5 кг | Константин Думитреску (ROM) Пор. | Завершил выступление          | Завершил выступление | Завершил выступление | Завершил выступление | 17    |

### Лёгкая атлетика
Спортсменов — 1
Мужчины
| Дисциплина | Спортсмены | Первый раунд | Первый раунд | Четвертьфинал | Четвертьфинал | Полуфинал | Полуфинал | Финал             | Финал             |
| Дисциплина | Спортсмены | Результат    | Место        | Результат     | Место         | Результат | Место     | Результат         | Место             |
| ---------- | ---------- | ------------ | ------------ | ------------- | ------------- | --------- | --------- | ----------------- | ----------------- |
| 10 000 м   | Мьитун Нау | N/A          | N/A          | N/A           | N/A           | N/A       | N/A       | Сошёл с дистанции | Сошёл с дистанции |
|            |            |              |              |               |               |           |           |                   |                   |
| Марафон    | Мьитун Нау | N/A          | N/A          | N/A           | N/A           | N/A       | N/A       | 2:49,32           | 26                |
|            |            |              |              |               |               |           |           |                   |                   |

### Парусный спорт
Спортсменов — 3
| Команда                   | Класс       | Гонки | Гонки | Гонки | Гонки | Гонки | Гонки | Гонки | Место |
| Команда                   | Класс       | 1     | 2     | 3     | 4     | 5     | 6     | 7     | Место |
| ------------------------- | ----------- | ----- | ----- | ----- | ----- | ----- | ----- | ----- | ----- |
| Кьи Кхин Пэ Чоу Парк Винг | 12 м² Шарпи | DNF   | 13    | 11    | DNF   | DNF   | —     | —     | 13    |
| Луин У Маун Маун          | «Финн»      | 17    | 18    | 17    | 17    | 17    | 17    | 18    | 19    |

### Тяжёлая атлетика
Спортсменов — 3
| Спортсмен     | Категория  | Масса, кг | Жим | Жим | Жим  | Рывок | Рывок | Рывок | Толчок | Толчок | Толчок | Всего | Место |
| Спортсмен     | Категория  | Масса, кг | 1   | 2   | 3    | 1     | 2     | 3     | 1      | 2      | 3      | Всего | Место |
| ------------- | ---------- | --------- | --- | --- | ---- | ----- | ----- | ----- | ------ | ------ | ------ | ----- | ----- |
| Ау Чу Ки      | До 56 кг   | 56        | 85  | 85  | 85   | 80    | 85    | 85    | 110    | 110    | 115    | 275   | 11    |
| Тун Маун Киве | До 60 кг   | 58,2      | 85  | 90  | 92,5 | 85    | 90    | 92,5  | 115    | 115    | 115    | 297,5 | 14    |
| Нил Тун Маун  | До 67,5 кг | 66,4      | 110 | 115 | 115  | 100   | 100   | 105   | 137,5  | 142,5  | 142,5  | 352,5 | 8     |